# 흰 (소설)

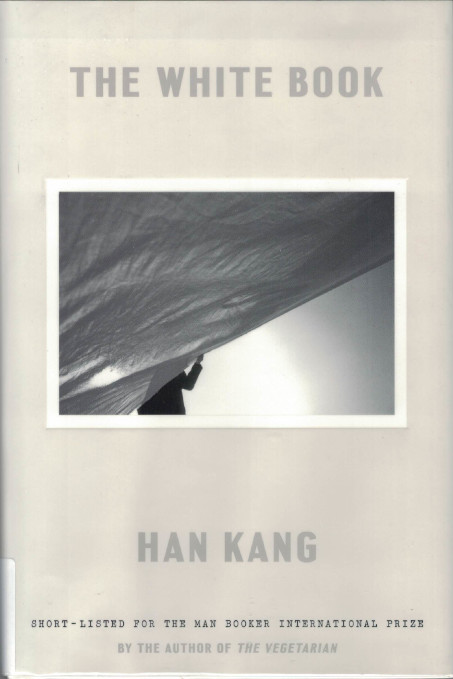
출판 호가스

흰은 2018년 맨부커상 인터내셔널 부문 최종후보작에 오른 한강의 2016년 소설이다. 가수 HYNN의 이름이 흰을 땄다.
배경은 2차 세계대전 이후의 폴란드 바르샤바로 "출생 후 2시간 만에 사망한 이름이 없는, 내레이터의 언니의 죽음에 대한 단편적인 자서전적 명상"이다. 이 소설은 색다른 서사와 흰색에 대한 짧은 명상을 통해 슬픔, 상실, 그리고 인간 정신의 연약한 본질을 이야기한다. 쌀, 설탕 덩어리, 모유 등 총 65개의 흰색 물체를 설명한다.

## 주요 흰 것의 목록
- 강보
- 배내옷
- 소금
- 눈
- 얼음
- 달
- 쌀
- 파도
- 백목련
- 흰 새
- 하얗게 웃다
- 백지
- 흰 개
- 백발
- 수의

## 번역
- 데보라 스미스 역 더화이트북(The White Book). Por한국어: ISBN 978-0-525-57306-7tobello Books. ISBN 978-0-525-57306-7

## 참고문헌
1. ↑  이, 태수 (2024년 10월 19일). “한강 소설 제목서 예명 딴 가수 HYNN "자랑스러운 이름 됐다"”. 《연합뉴스》. 2024년 10월 19일에 확인함.
2. ↑  “The White Book by Han Kang review – the fragility of life”. 《the Guardian》 (영어). 2017년 11월 2일. 2022년 2월 20일에 확인함.
3. ↑  “The White Book (Korean) — hankang”. 《han-kang.net》 (영어). 2022년 2월 20일에 확인함.